# Jeroen Verkennis
Jeroen Verkennis (Heibloem, 20 december 1998) is een Nederlands voetballer. Hij stond onder contract bij Helmond Sport, waar hij in 2016 doorstroomde vanuit de jeugdopleiding. In juli 2020 maakte hij de overstap naar de zondagamateurs van RKSV Wittenhorst uit Horst.

## Carrière
Verkennis is een product van de gezamenlijke jeugdopleiding van VVV/Helmond Sport. In het seizoen 2015/16 schoof hij door naar de eerste selectie van Helmond Sport. Hij maakte zijn debuut op 1 april 2016 in de met 0−2 gewonnen uitwedstrijd tegen FC Dordrecht. Verkennis kwam 8 minuten voor tijd het veld in als vervanger van Stephen Warmolts. Een week later maakte de verdediger zijn basisdebuut tegen Sparta Rotterdam. Verkennis werd in het seizoen 2016/17 onder trainer Roy Hendriksen basisspeler.

### Statistieken
| 2015/16                    | Helmond Sport   | Eerste divisie  | 6  | 0 | 0 | 0 | 0 | 0 | 6  | 0 |
| 2016/17                    | Helmond Sport   | Eerste divisie  | 28 | 0 | 1 | 0 | 4 | 0 | 33 | 0 |
| 2017/18                    | Helmond Sport   | Eerste divisie  | 21 | 0 | 0 | 0 | 0 | 0 | 21 | 0 |
| 2018/19                    | Helmond Sport   | Eerste divisie  | 15 | 1 | 0 | 0 | 0 | 0 | 15 | 1 |
| Carrière totaal            | Carrière totaal | Carrière totaal | 70 | 1 | 1 | 0 | 4 | 0 | 75 | 1 |
| Bijgewerkt op 19 juni 2019 |                 |                 |    |   |   |   |   |   |    |   |

1 Van der Steen ·
2 Pachonik ·
3 Van den Eynden ·
4 Halhal ·
5 Scholz  ·
6 Ludwig ·
7 Bisselink ·
8 Ostrc ·
9 Šits ·
10 Golliard ·
11 Daneels ·
12 Ogenia ·
14 Mallahi ·
17 Van Hove ·
19 Ingason ·
21 Hendriks ·
22 Dizdarević ·
23 Aben ·
27 Absalem ·
29 Zimuangana ·
31 Geerts ·
32 Essakkati ·
33 Zonneveld ·
39 Van den Hurk ·
40 Meulendijks ·
40 Farah ·
41 Dekkers ·
41 Davelaar ·
42 El Arnouki ·
47 Doudah ·
52 Van Himbeeck ·
Coach: Maaskant
· Assistent-coach: Bogers
· Assistent-coach: Hikspoors
· Keeperstrainer: Vissers